# Майструк Ігор Анатолійович
Ігор Анатолійович Майструк (17 серпня 1965, Вінниця) — український художник.

## Біографічна довідка
Народився 17 серпня 1965 року у Вінниці. 
У 1988 році закінчив художньо-графічний факультет  Одеського педагогічного інституту імені К. Д. Ушинського (майстерня В. В. Філіпенко).. 
Член НСХУ (2012). 
Ще за років навчання у ВНЗ розпочав виставкову діяльність, беручи участь у студентських імпрезах. Відтоді працює у жанрах станкового живопису у жанрах переважно портрету й пейзажу.
Брав участь у численних міських, обласних та республіканських виставках, у тому числі у близька 40 персональних, 15 з них — в різних містах України. Розробив методику навчання живопису та малюнку.
З 2012 року прийнятий до НСХУ.

###### Основні твори
«Відлітають птахи» (1992), «Відпочинок під парасолькою» (1999), «Колодязь» (1999), «Умиротворіння» (2002), «Вулиці нашого міста» (2000), «Ранок у парку» (2003), «Квітковий ринок» (2011).